# ستيفن بي. سميث
ستيفن بي. سميث (بالإنجليزية: Steven B. Smith)‏ هو فنان وشاعر أمريكي، ولد في 1946 في والاس في الولايات المتحدة.

## وصلات خارجية
- الموقع الرسمي